# Maquinchao
Maquinchao est une petite ville d'Argentine, chef-lieu du département de Veinticinco de Mayo, en province de Río Negro.

## Toponymie
Son nom provient de la vallée ainsi nommée par les Amérindiens, située aux environs de la localité actuelle et qui était célèbre parmi les populations tehuelches et pampas qui y demeuraient surtout l'hiver. Elle fut visitée par les explorateurs du XIXe siècle, Claraz, Musters, Moreno, Machon. La vallée est parcourue par le río Maquinchao, petit cours d'eau qui alimente le bassin endoréique de la lagune Cari Laufquen Grande située à quelque 65 km à l'ouest.

## Situation
La ville se trouve sur la route nationale 23 ou route Perito Moreno, en pleine meseta (plateau) patagonique. Elle fait partie de ce que l'on appelle la Línea Sur rionégrine (ligne sud, chaîne de localités établies le long de la voie ferrée Viedma-Bariloche et de la route nationale 23 sur les plateaux ou mesetas du sud de la province de Río Negro).

## Population
La localité comptait 2.179 habitants en 2001, ce qui représentait une hausse de 13,6 % par rapport aux 1.918 de 1991.